# Uppony
Uppony község Borsod-Abaúj-Zemplén vármegyében, az Ózdi járásban. Ózdtól 14 kilométerre keletre, a Bükk-vidék területén, az Upponyi-hegység vonulatai között, a Csernely-patak völgyében fekszik.
Közúton jelenleg csak Borsodbóta felől lehet megközelíteni, a 2524-es úton. Az út a Lázbérci Tájvédelmi Körzet létrehozatala előtt továbbvezetett Dédestapolcsányig, de az a szakasza jelenleg csak korlátozott forgalmú erdészeti útként funkcionál.

## Története
Fontos település lehetett a régmúltban. A település határában és barlangjaiban számos őskori lelet került elő, továbbá ősi vasolvasztóhelyet is találtak. A község létrejötte feltehetően a 11. századra tehető. Írásban először egy 1281-es oklevél említi. A pápai tizedlajstrom 1335-36-ban említi, Vpon, Vponch néven. Egy 1546-os összeírásban egyházi birtokként szerepel. A török uralom idején hódoltsági terület volt. A reformáció nem vert gyökeret, lakossága római katolikusokból állt.

## Közélete

### Polgármesterei
- 1990–1994: Demjén Zoltán (független)[4]
- 1994–1998: Demjén Zoltán (független)[5]
- 1998–2002: Demjén Zoltán (független)[6]
- 2002–2006: Kriston Károly (független)[7]
- 2006–2010: Balogh Béla (független)[8]
- 2010–2014: Balogh Béla (független)[9]
- 2014–2019: Balogh Béla (független)[10]
- 2019–2024: Balogh Béla (független)[11]
- 2024– : Balogh Béla (független)[1]

## Népesség
A település népességének változása:
| Lakosok száma | 294  | 275  | 263  | 214  | 269  | 274  | 271  |
|               | 2013 | 2014 | 2015 | 2021 | 2022 | 2023 | 2024 |

A 2001-es népszámláláskor a település lakosságának 99%-a magyar, 1%-a cigány nemzetiségűnek vallotta magát.
A 2011-es népszámlálás során a lakosok 95,5%-a magyarnak, 1,4% cigánynak, 0,3% németnek, 0,3% örménynek mondta magát (4,5% nem nyilatkozott; a kettős identitások miatt a végösszeg nagyobb lehet 100%-nál). A vallási megoszlás a következő volt: római katolikus 71,1%, református 6,6%, felekezeten kívüli 7,3% (14,3% nem válaszolt).
2022-ben a lakosság 95,5%-a vallotta magát magyarnak, 1,5% németnek, 0,7% cigánynak, 2,6% egyéb, nem hazai nemzetiségűnek (4,1% nem nyilatkozott; a kettős identitások miatt a végösszeg nagyobb lehet 100%-nál). Vallásuk szerint 52,4% volt római katolikus, 7,8% református, 0,7% egyéb katolikus, 0,4% egyéb keresztény, 0,4% egyéb felekezetű, 13,4% felekezeten kívüli (24,9% nem válaszolt).

## Látnivalók
- A településen áthalad az Országos Kéktúra. Az 1975-ben létesített Lázbérci Tájvédelmi Körzet páratlan természeti értékeket őriz. Egyéb természeti látnivalói: Upponyi-szoros, kilátópontok az Eszkála- és a Kalica-tetőn, a Három-kő-bércen, Sima-kői-barlang.
- Római katolikus templom. Már 1332-ből van adat templomról a községben. A jelenlegi templom 1806-1807-ben épült. Védőszentje: Szent Cecília.
- Földvár
- Dedevár
- Pincesor
- Herkó Páter keresztje